# Додд, Уэстли
Уэстли Аллан Додд (англ. Westley Allan Dodd; 3 июля 1961 года — 5 января 1993 год) — американский серийный убийца-педофил, насильник, садист.

## Биография
Додд практиковал эксгибиционизм и был педофилом начиная как минимум с 15-летнего возраста. С годами его мечты становились всё более извращёнными и проявлялись во всё более тяжком криминальном поведении. Додд прошёл весь путь от приставания к детям и попыток их раздеть до изнасилования с последующим убийством. Перед серией убийств Додд совершил покушение, но 8-летний мальчик, выбранный на роль жертвы, смог бежать и рассказать всё родителям. В этот раз (и несколько раз до этого) Додд попал ненадолго в тюрьму, но вскоре вышел оттуда. Как правило, от наказания его спасали халатность полиции, направление к психиатру и нежелание родителей изнасилованных детей (которых было как минимум несколько десятков) подвергать случай огласке.
Все три свои успешных убийства, сопряжённые каждый раз с пытками и изнасилованием, Додд совершил в 1989 году. Его жертвами стали мальчики 10, 11 и 4 лет. Первых двух он изнасиловал и убил, заманив в безлюдную часть парка, последнего — у себя дома. Додд был вскоре изобличён и арестован и довольно быстро признался в содеянном, выдав в том числе свой дневник, где были описаны как совершённые преступления, так и извращённые мечты убийцы в период, когда он ещё не решался лишать мальчиков жизни. Также в жилище маньяка были обнаружены фотографии пыток последней, 4-летней жертвы.
В тюрьме Додд обратился в христианство, а также написал текст «Если тебе повстречался незнакомец», представляющий собой инструкцию о том, как избежать изнасилования маньяком. Додд был приговорён к смертной казни через повешение и казнён в 1993 году. Повешение стало первой подобной казнью с 1965 года в США и широко освещалась в СМИ. Сам Додд в последнем слове настаивал на приведении приговора в исполнение, заявляя, что даже находясь в тюрьме, а тем более в случае побега он не сможет пересилить свою страсть убивать.